# Albánia az olimpiai játékokon

1972

Albánia az 1972-es nyári olimpiai játékokon szerepelt első alkalommal, ezt követően egy hosszabb, 1992-ig tartó szünet után vett megint részt, azóta mindegyik nyári sportünnepen képviseltette magát. A téli olimpiákon 2006-tól voltak jelen albán sportolók.
Az ország első érmét a 2024-es párizsi olimpián az oroszországból honosított birkózó, Chermen Valiev szerezte meg. Korábban albán nemzetiségű sportolók más ország képviseletében már szereztek olimpiai érmet, ez volt az első olyan érem, amelyet albán zászló alatt szereztek.
Az Albán Nemzeti Olimpiai Bizottság 1958-ban alakult meg, a NOB 1959-ben vette fel tagjai közé.